# Митрополит Алексей в житии
«Митрополит Алексей в житии» (также «Митрополит Алексей с житием») — икона, приписываемая иконописцу Дионисию. Предположительно создана в 1480-х годах для Успенского собора в Московском кремле. Вместе с парной ей иконой «Митрополит Пётр с житием» является самой ранней из житийных икон святителей Москвы. В настоящее время находится в Государственной Третьяковской галерее .

## Вопрос датировки
Неизвестно, когда икона поступила в Успенский собор. В 1481 году мастерская Дионисия получила заказ на выполнение иконостаса для Успенского собора, освящённого в 1479 году. Вероятно, именно в период работы над иконостасом для собора и были выполнены житийные иконы Петра и Алексея.
Документальных свидетельств о том, кто писал иконы не сохранилось. Впервые предположение создание икон «Митрополит Пётр в житии» и «Митрополит Алексей в житии» было приписано Дионисию искусствоведом А. Грищенко в 1917 году. Впоследствии все специалисты безоговорочно атрибутируют две житийные иконы либо самому Дионисию, либо его мастерской.
Иконы «Митрополит Пётр» и «Митрополит Алексей» впервые были описаны в 1914 году В. Бориным в работе «Две иконы новгородской школы XV века. свв. Петра и Алексея, митрополитов московских» («Светильник», 1914, № 4). Борин по надписям на иконах дал расшифровку сюжетных клейм икон. Однако, так как надписи на клеймах были сделаны гораздо позднее, при поновлениях и реставрациях, некоторые сюжеты Бориным были определены неверно. Тем не менее расшифровка Борина повторяется в «Каталоге древнерусской живописи Государственной Третьяковской галереи», изданном в 1963 году. Ошибочная расшифровка житийных клейм привела к неверной датировке икон. Так, создание иконы Петра Борин относил к периоду до 1472 года, когда мощи митрополита были перенесены в новопостроенный Успенский собор, а иконы Алексея уже к периоду после 1483 года. Несмотря на разницу в датировках икон, Борин видел в них стилистические сходства и был уверен, что создал их один иконописец.
Впоследствии реставратор А. Некрасов относил создание обеих икон к 1481 году, впрочем, не объясняя свою датировку. По мнению В. Лазарева «Митрополит Пётр» и «Митрополит Алексей» были написаны между 1462 и 1483 годами. М. Алпатов считал, что иконы были созданы в первый период творчества Дионисия. Н. Мнёва в издании «Художественные памятники московского Кремля» (1956) датировала их концом XV века, она же через девять лет в своей работе «Искусство московской Руси второй половины XIV—XVII веков», как и В. Антонова, склоняется к более поздней датировке — началу XVI века.

## Описание
Митрополит всероссийский Алексей (1292/1305 — 12 февраля 1378) — епископ, государственный деятель, дипломат. При трёх московских князьях фактически правил Московским княжеством. Основатель Чудова монастыря. Канонизирован в лике святителя через 50 лет после смерти.
Несмотря на то, что не сохранилось никаких свидетельств о создании житийных икон митрополитов Петра и Алексея, исследователи не сомневаются, что это парные произведения, объединённые одной идеей и имеющие общую драматургию. Предположение подтверждают одинаковые размеры досок, схожее композиционное построение, общее колористическое решение. В каждой иконе по девятнадцать житийных клейм. Крайние верхний и нижний их ряды не имеют границ раздела сюжетов, образуя верхний и нижний фризы. В обеих иконах верхний ряд состоит из шести, а нижний из пяти эпизодов житий. По мнению В. Лазарева, при том, что иконы парные, как диптих они не задумывались.
Обе иконы отличает необычный для русской иконописи высветленный колорит, результат широкого использования белой краски, добавленной во все остальные. Фигура Митрополита выступает на светлом фоне, разделанном узором в виде облаков.
Следуя византийской традиции, в русских житийных иконах святого обыкновенно писали на среднике, а клейма со сценами размещали на полях. На первый взгляд фигуры митрополитов представлены строго фронтально, однако художник придал им почти неуловимый разворот, таким образом, что если иконы повесить рядом, изображения святителей будут повёрнуты друг к другу.

## Сюжеты клейм
Дионисий, вероятно, во время работы над иконой руководствовался редакцией жития, созданной около 1486 года. В этой переработке самым близким по времени было исцеление в 1462 году инока Чудова монастыря Наума от хромоты. Это событие представлено на последнем, двадцатом клейме иконы. Случаи чудесных исцелений, произошедшие у мощей митрополита позднее и попавшие в летописи (Никоновскую и Воскресенскую) лишь в 1518—1519 годах, в период создания иконы ещё не получили широкого распространения.

### Клейма
1. Рождение Елевферия, будущего митрополита Алексия
2. Отец Елевферия, боярин Фёдор Бяконт, приводит сына к монаху в учение
3. Сон отрока Елевферия
4. Пострижение Елевферия
5. Митрополит Феогност поставляет Алексия в епископы города Владимира
6. Алексий в Орде перед ханом
7. Алексий просит Сергия Радонежского отпустить Андроника на игуменство в Спасский монастырь
8. Благословение Алексием Андроника на игуменство
9. Молитва у гробницы митрополита Петра
10. На пути в Орду хан приветствует Алексия
11. Исцеление царицы Тайдулы
12. Встреча московским князем Алексия, вернувшегося из Орды
13. Алексий предлагает Сергию Радонежскому стать митрополитом московским
14. Приготовление гробницы в Чудовом монастыре
15. Преставление Алексия
16. Поклонение мощам Алексия
17. Чудо об умершем младенце (3 клейма объединены в одно)[9]

Искусствовед И. Данилова в своей работе «Житийные иконы митрополитов Петра и Алексея из Успенского собора в Кремле в связи с русской агиографией» (1963) выделяет параллельные эпизоды житий Петра и Алексея: 1) Видение отрока; 2) Вступление в монастырь; 3) Встреча с митрополитом; 4) Поездка в Царьград; 5) Соперничество с Геронтием (у Петра) или Романом (у Алексея); 6) Чудо на море; 7) Визит в Орду; 8) Встреча с князем; 9) Возведение Успенского собора (у Петра) или Чудова монастыря (у Алексея); 10) Постройка собственной гробницы; 11) Предсмертная литургия; 12) Беседа с монахами; 13) Смерть и погребение; 14) Обретение мощей; 15) Чудеса у мощей святителя.
Несмотря на событийные совпадения в житиях Петра и Алексея, Дионисий при работе над иконами не стал повторять сцены. Как отмечает И. Данилова, это ещё раз подтверждает, что иконописец создавал единое повествование.